# Lencie Fred
Lencie Fred (Port Vila, 1968. március 21. –) vanuatui nemzetközi labdarúgó-játékvezető, asszisztens, sportvezető.

## Pályafutása

### Nemzeti játékvezetés
2000-től az 1. Liga játékvezetője. A küldési gyakorlat szerint rendszeres 4. bírói szolgálatot is végzett. 2009-ben visszavonult az aktív nemzeti játékvezetéstől.

### Nemzetközi játékvezetés
A Vanuatui labdarúgó-szövetség Játékvezető Bizottsága (JB) terjesztette fel nemzetközi asszisztensnek, a Nemzetközi Labdarúgó-szövetség (FIFA) 1995-től tartotta nyilván asszisztensi keretében. Országa első FIFA bírója. A nemzeti szövetség kérésére a FIFA JB 2000-ben átmínősítette, és a bírói keretében foglalkoztatta.
Több nemzetek közötti válogatott és klubmérkőzést vezetett, vagy működő társának partbíróként, átminősítés után 4. bíróként segített. Az évtized első részében nagyrészt tétlen volt, 2005-től felfedezték és az Óceániai Labdarúgó-szövetség (OFC) égisze alatt folyamatosan foglalkoztatták. Az aktív nemzetközi játékvezetéstől 2009-ben búcsúzott.

#### Labdarúgó-világbajnokság
A világbajnoki döntőhöz vezető úton Franciaországba a XVI., az 1998-as labdarúgó-világbajnokságra, Németországba a XVIII., a 2006-os labdarúgó-világbajnokságra, valamint Dél-Afrikába a XIX., a 2010-es labdarúgó-világbajnokságra a FIFA JB bíróként alkalmazta. Ezen a tornán a már önállóan meghívott partbírók még nem kapcsolódtak közvetlenül hazájuk- vagy a kijelölt játékvezetőhöz. Partbírói mérkőzéseinek száma világbajnokságon: 5.

##### 1998-as labdarúgó-világbajnokság

###### Világbajnoki mérkőzés
| Időpont          | Helyszín                                 | Mérkőzés típusa              | Játékvezető            | Mérkőzés          | Eredmény | Nézők száma |
| ---------------- | ---------------------------------------- | ---------------------------- | ---------------------- | ----------------- | -------- | ----------- |
| 1998. június 23. | Geoffroy-Guichard Stadion, Saint-Étienne | csoportmérkőzés (A. csoport) | Skócia–Marokkó         | Ali Búdzsszajm    | 0 – 3    | 30 000      |
| 1998. június 17. | Mosson Stadion, Montpellier              | csoportmérkőzés (B. csoport) | Olaszország–Kamerun    | Edward Lennie     | 3 – 0    | 29 800      |
| 1998. június 13. | Gerland Stadion, Lyon                    | csoportmérkőzés (E. csoport) | Dél-Korea–Mexikó       | Günter Benkö      | 1 – 3    | 39 133      |
| 1998. június 28. | Félix Bollaert Stadion, Lens             | egyik nyolcaddöntő           | Franciaország–Paraguay | Ali Búdzsszajm    | 1 – 0    | 38 100      |
| 1998. július 11. | Parc des PrincesStadion, Párizs          | bronztalálkozó               | Hollandia–Horvátország | Epifanio González | 1 – 2    | 45 500      |

##### 2006-os labdarúgó-világbajnokság

###### Selejtező mérkőzés
| Időpont         | Helyszín                     | Mérkőzés típusa                    | Mérkőzés                       | Eredmény | Nézők száma |
| --------------- | ---------------------------- | ---------------------------------- | ------------------------------ | -------- | ----------- |
| 2004. május 12. | Lawson Tama Stadion, Honiara | előselejtező (1. kör-, 1. csoport) | Salamon-szigetek–Cook-szigetek | 5 – 0    | 14 000      |
| 2004. május 19. | Lawson Tama Stadion, Honiara | előselejtező (1. kör-, 1. csoport) | Új-Kaledónia–Tonga             | 8 – 0    | 314 000     |

##### 2010-es labdarúgó-világbajnokság

###### Selejtező mérkőzés
Búcsú a nemzeti és nemzetközi labdarúgó játékvezetéstől.
| Időpont            | Helyszín                        | Mérkőzés típusa                       | Mérkőzés                  | Eredmény | Nézők száma |
| ------------------ | ------------------------------- | ------------------------------------- | ------------------------- | -------- | ----------- |
| 2008. november 19. | Churchill Park Stadion, Lautoka | előselejtező (2. kör-, döntő csoport) | Új-Zéland–Fidzsi-szigetek | 2 – 2    | 4500        |

#### Konföderációs kupa
Szaúd-Arábia rendezte a 3., az 1997-es konföderációs kupadöntőt, ahol több mérkőzésen kapott szakmai feladatot.

##### 1997-es konföderációs kupa
| Időpont            | Helyszín                       | Mérkőzés típusa        | Játékvezető                     | Mérkőzés                            | Eredmény | Nézők száma |
| ------------------ | ------------------------------ | ---------------------- | ------------------------------- | ----------------------------------- | -------- | ----------- |
| 1997. december 12. | II. Fahd király Stadion, Rijád | selejtező (A. csoport) | Szaúd-Arábia–Brazília           | Nyikolaj Vlagyiszlavovics Levnyikov | 0 – 3    | 50 000      |
| 1997. december 14. | II. Fahd király Stadion, Rijád | selejtező (A. csoport) | Szaúd-Arábia–Mexikó             | Ian McLeod                          | 0 – 5    | 15 000      |
| 1997. december 17. | II. Fahd király Stadion, Rijád | selejtező (B. csoport) | Uruguay–Dél-afrikai Köztársaság | Ramesh Ramdhan                      | 4 – 3    | 8000        |
| 1997. december 21. | II. Fahd király Stadion, Rijád | bronzmérkőzés          | Csehország–Uruguay              | Lucien Bouchardeau                  | 1 – 0    | 27 000      |

#### Olimpiai játékok

##### 1996. évi nyári olimpiai játékok
Az 1996. évi nyári olimpiai játékok labdarúgó tornáin a FIFA JB asszisztensi szolgálatra alkalmazta.

###### Férfi labdarúgótorna az 1996. évi nyári olimpiai játékokon
| Időpont            | Helyszín                         | Mérkőzés típusa              | Játékvezető                          | Mérkőzés                 | Eredmény | Nézők száma |
| ------------------ | -------------------------------- | ---------------------------- | ------------------------------------ | ------------------------ | -------- | ----------- |
| 1996. július 20.   | RFK Stadion, Washington          | csoportmérkőzés (A. csoport) | Portugália–Tunézia                   | Antônio Pereira da Silva | 2 – 0    | 34 796      |
| 1996. július 24.   | RFK Stadion, Washington          | csoportmérkőzés (A. csoport) | Amerikai Egyesült Államok–Portugália | Edward Lennie            | 1 – 1    | 58 012      |
| 1996. július 23.   | RFK Stadion, Washington          | csoportmérkőzés (C. csoport) | Ghána–Olaszország                    | José García Aranda       | 3 – 2    | 27 849      |
| 1996. július 27.   | Legion Field Stadion, Birmingham | egyik negyeddöntő            | Argentína–Spanyolország              | Gamál al-Gandúr          | 4 – 0    | 43 507      |
| 1996. augusztus 3. | Sanford Stadion, Athens          | döntő                        | Nigéria–Argentína                    | Pierluigi Collina        | 3 – 2    | 86 117      |

###### Női labdarúgótorna az 1996. évi nyári olimpiai játékokon
| Időpont          | Helyszín                | Mérkőzés típusa              | Mérkőzés          | Játékvezető            | Eredmény | Nézők száma |
| ---------------- | ----------------------- | ---------------------------- | ----------------- | ---------------------- | -------- | ----------- |
| 1996. július 21. | RFK Stadion, Washington | csoportmérkőzés (F. csoport) | Norvégia–Brazília | José García Aranda     | 2 – 2    | 45 946      |
| 1996. július 25. | RFK Stadion, Washington | csoportmérkőzés (F. csoport) | Norvégia–Japán    | Omer Saleh Al Mehannah | 4 – 0    | 30 237      |